# Atheta scapularis
Atheta scapularis är en skalbaggsart som först beskrevs av Sahlberg 1831.  Atheta scapularis ingår i släktet Atheta, och familjen kortvingar. Arten är reproducerande i Sverige.